# Sarcophaga javana
Sarcophaga javana är en tvåvingeart som beskrevs av Macquart 1851. Sarcophaga javana ingår i släktet Sarcophaga och familjen köttflugor. Inga underarter finns listade i Catalogue of Life.